# Хирзер, Ференц
Фе́ренц Хи́рзер (венг. Hirzer Férénc; 21 ноября 1902, Будапешт — 28 апреля 1957, Тренто), при рождении Ференц Хи́реш (венг. Híres Férénc) — венгерский футболист, нападающий, после окончания карьеры поселился в Италии и работал там тренером. За сборную Венгрии провел 32 матча и забил 14 голов, дебютировав в июне 1922 года в игре против Швейцарии, участвовал с национальной командой на Олимпийских играх 1924 года в Париже, где Венгрия, победив в первом матче Польшу 5:0 (два мяча забил Хирзер), во втором неожиданно проиграла Египту.

## Карьера
Хирзер начал свою карьеру в 1913 году в клубе «Тёреквеш» из Будапешта, ведомственном клубе, принадлежащей венгерскому министерству железнодорожного транспорта.
В 1923 году, после 10-ти лет игры в «Тёреквеше», проделав вместе с клубом путь от низших лиг до одного из лучших клубов венгерского футбола, Хирзер уехал из родной страны в Чехословакию играть за «Маккаби» из города Брно, команды, которая принадлежала еврейской общине города и играла в турнире для еврейских команд Чехословакии, хотя и комплектовалась, преимущественно, не из евреев, в частности, Хирзер евреем не был. Вместе с ним туда же перешёл одноклубник Арпад Хайош.
Следующий сезон Хирзер начал в клубе «Унион 03» из Альтоны, одного из районов Гамбурга, которому помог занять второе место в Северогерманской лиге. Хирзер также провёл один матч за сборную Северной Германии.
Новый сезон Хирзер снова начал в новой стране, на этот раз это была Италия, куда венгр переехал выступать за туринский «Ювентус» по приглашению главного тренера клуба, тоже венгра, Йенё Кароя. Хирзер дебютировал в «Юве» в октябре 1925 года в матче с «Пармой», где забил три мяча. Сезон 1925/26 «Ювентус» закончил на 1-м месте, впервые за 20 лет, став чемпионом Италии, Хирзер стал лучшим бомбардиром первенства с 35-ю мячами в 26-ти играх. Следующий сезон «Ювентус» закончил на 3-м месте, позади «Торино» и «Болоньи», а Хирзер забил 15 мячей в 17-ти матчах, не доиграв в клубе до конца сезона.
В 1926 году Хирзер вернулся в Венгрию, где играл за клуб МТК, с которым стал чемпионом Венгрии и обладателем Кубка Венгрии, забив за клуб 68 мячей.
В 1932 году Хирзен перешёл в швейцарский клуб «Янг Феллоус», затем выступал за французский клуб «Сен-Серван». А завершил карьеру на Родине, выступая за команду «III. Керилети ТУЕ».

## Достижения
- Чемпион Италии: 1925/26
- Чемпион Венгрии: 1928/29
- Обладатель Кубка Венгрии: 1931/32
- Лучший бомбардир чемпионата Италии: 1925/26 (35 голов)